# Huyện Rangpur
Rangpur là một huyện thuộc division Rangpur, Bangladesh. Huyện này có diện tích 2306 km², dân số năm 2002 là 2534365 người, mật độ dân số là 1099 người/km².